# Linamnutu
Linamnutu is een bestuurslaag in het regentschap Timor Tengah Selatan van de provincie Oost-Nusa Tenggara, Indonesië. Linamnutu telt 2460 inwoners (volkstelling 2010).